# Romain Pacalier
Romain Pacalier (ur. 10 października 1934, zm. 5 stycznia 2020) – francuski judoka.
Brązowy medalista mistrzostw Europy w 1962 roku.